# Matthias Kleinheisterkamp
Matthias Kleinheisterkamp (22. června 1893, Elberfeld – 2. května 1945, Halbe) byl německý vysoce postavený člen Waffen-SS v hodnosti SS-Obergruppenführer a General der Waffen-SS.

## Život
Narodil se 22. června 1893 v Elberfeldu.
Po absolvování gymnázia byl během první světové války 2. srpna 1914 přijat do Pruské armády jako praporeční junker (Fahnenjunker). Byl součástí 1. vestfálskího pionýrského praporu č. 7 (1. Westfälische Pionier-Bataillon Nr. 7). V říjnu 1914 byl krátce převelen k Lotrinskému pěšímu pluku č. 130, poté byl členem Záložního pěšího pluku č. 219. Stal se velitelem čety (Zugführer) a byl těžce zraněn na hlavě minovou střepinou.
Po uzavření příměří byl vedoucím demobilizačního velitelství záložního pěšího pluku č. 55.
Od února do října 1919 byl adjutantem Freikorps Lichtschlag. Od prosince 1920 působil v III. praporu 7. střeleckého pluku.
Dne 1. ledna 1921 byl přijat do Reichswehru. Stal se velitelem čety 1. praporu 17. pěšího pluku. Později sloužil jako kulometný důstojník u 2. praporu v Göttingenu. Dne 1. října 1929 získal hodnost Hauptmanna (kapitán) a začal vést 5. rotu. Od 1. října 1933 do 1. února 1934 byl příslušníkem štábu 6. pěšího pluku.
Dne 1. listopadu 1933 se stal členem Allgemeine SS (členské číslo: SS 132 399). Po odchodu z Reichswehru působil v různých funkcích. Dne 1. dubna 1935 byl převelen k SS-Verfügungstruppe. Získal hodnost SS-Hauptsturmführer a SS-Sturmbannführer. Působil v SS-Junkerschulen v Braunschweigu. Byl šéfem štábu SS-Verfügungstruppe pod vedením Paula Haussera.
Dne 5. května 1937 požádal o členství v NSDAP (čl. č. 4 158 838).
Dne 4. srpna 1938 byl přidělen ke štábu SS-Standarte 2 „Germania“.
Od 1. prosince 1938 velel III. Sturmbann der SS-Standarte „Deutschland“.
V červnu 1940 převzal SS-Totenkopf-Infanterie-Regiment 3 3. tankové divize SS „Totenkopf“. Velel mu nejprve ve Francii a potom při útoku na Sovětský svaz. Poté, co byl Theodor Eicke zraněn, velel od 7. do 15. července 1941 Totenkopfu. Dne 31. prosince 1941 vystřídal Wilhelma Bittricha ve vedení Divize SS Reich. Od dubna 1942 do prosince 1943 velel 6. horské divizi SS „Nord“.
Dne 9. října 1942 dostal od Reichsführera SS dopis, ve kterém ho káral za nadměrné požívání alkoholu a obtěžování podřízených.
Od 15. prosince 1943 do 1. května 1944 byl v záloze. Od 1. ledna do 30. dubna 1944 byl pověřen zřízením VII. tankového sboru SS. Od 25. února do 16. dubna 1944 byl zástupcem velícího generála III. tankového sboru SS (germánský) Felixe Steinera. Od srpna 1944 velel XI. SS-Armeekorps.
Dne 2. května 1945 spáchal při bitvě u Halbe sebevraždu.

## Vyznamenání
- Železný kříž se sponou 2. a 1. třídy (1914)
- Odznak za zranění (1918)
- Medaile za východní frontu
- Rytířský kříž Železného kříže (1942)
- Válečný záslužný kříž (1942) 2. a 1. třídy s meči
- Řád kříže svobody 1. třídy (1942)
- Čestný prsten SS
- Čestný meč říšského vůdce SS